# Каласка-Кастильоне
Каласка-Кастильоне (итал. Calasca-Castiglione) — коммуна в Италии, располагается в регионе Пьемонт, в провинции Вербано-Кузьо-Оссола.
Население составляет 637 человек (30-4-2017), плотность населения составляет 11,16 чел./км². Занимает площадь 57 км². Почтовый индекс — 28873. Телефонный код — 0324.
Покровителем коммуны почитается преподобный Антоний Великий, празднование 17 января.

## Демография
Динамика населения:

## Администрация коммуны
- Официальный сайт: http://www.comune.calascacastiglione.vb.it